# U.S. Post Office Rhinebeck

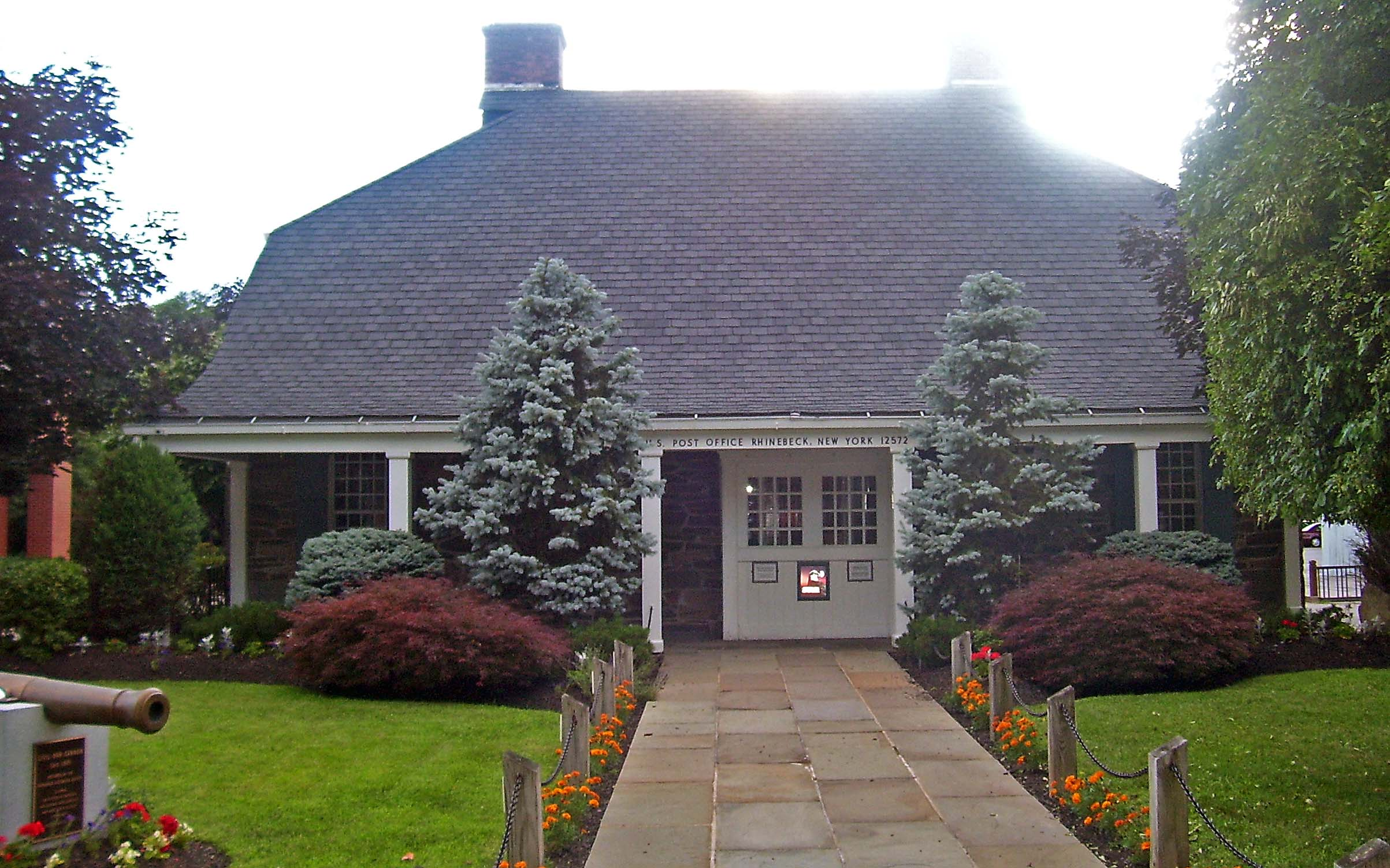
U.S. Post Office Rhinebeck (2007)

Das U.S. Post Office Rhinebeck ist das Postamt, das den ZIP-Code-Bereich 12572 bedient. Es befindet sich am U.S. Highway 9 in Rhinebeck, New York (der früheren Mill Street) auf der südlichen Seite der Kreuzung mit der New York State Route 308 im Zentrum der Village. 1989 wurde das Gebäude in das National Register of Historic Places aufgenommen und ist ein beitragender Bestandteil des Rhinebeck Village Historic Districts.
Das Bauwerk wurde 1940 im Rahmen des New Deal aus Stein im Colonial Revival errichtet. US-Präsident Franklin Delano Roosevelt, der im nahe gelegenen Hyde Park geboren wurde, interessierte sich persönlich für den Entwurf, was auch bei anderen Postämtern im Dutchess County geschah, die während seiner Amtszeit gebaut wurden.
Er bestand darauf, dass es im Stil von Kipsbergen gebaut wurde, einem Wohnhaus, das Anfang des 20. Jahrhunderts durch ein Feuer vernichtet wurde und wo einige seiner Vorfahren lebten. Dieses hatte ein ähnliches steil geneigtes Vordach. Von örtlichen Geschichtsschreibern gab es einigen Widerstand, da diese den Baustil nicht als typisch für die Region erachteten, in denen der Baustil vieler Häuser auf die niederländische Kolonialisierung zurückgeht, aber schließlich wurde Roosevelts Wunsch erfüllt. Der hier ansässige Künstler Olin Dows, der der Chef des Kunstprogrammes im Treasury Department war, malte ein Wandgemälde im Gebäudeinneren, das einige Szenen aus der Geschichte Rhinebecks zeigt.
Roosevelt sprach bei der Grundsteinlegung am 1. Mai 1939 ausführlich über das Gebäude und dessen Design:

„Wir versuchen dem Typ von Architektur zu verfolgen, der gut ist in dem Sinn, dass er nicht aus Notwendigkeit den Launen des Augenblickes folgt, sondern eine Artistik sucht, die gut sein soll, soweit wir das sagen können, für alle Zeiten, die da noch kommen. Und wir versuchen das Design an den historischen Hintergrund der Örtlichkeit anzupassen und, soweit das möglich ist, die Materialien zu verwenden, die an der Örtlichkeit ursprünglich sind. Deswegen die Feldsteine des Dutchess Countys. Deswegen die Anstrengungen der vergangenen paar Jahre bei Bundesgebäuden im Tal des Hudson Rivers, um Feldsteine zu verwenden und um die frühe niederländische Architektur zu kopieren, die so grundlegend vernünftig war, abgesehen davon, dass sie für das Auge sehr gefällig ist.“

Sowohl der Postmaster General James Farley als auch Finanzminister Henry Morgenthau Jr. waren bei der Grundsteinlegung anwesend sowie Friedrich IX. von Dänemark und Ingrid von Schweden, die sich auf einer Reise durch die Vereinigten Staaten befanden.